# Список премьер-министров Намибии
Премье́р-мини́стр Республи́ки Нами́бии (англ. Prime Minister of the Republic of Namibia) руководит работой правительства Намибии, которое возглавляет президент страны.

## Кабинет Намибии
Кабинет Намибии (англ. The Cabinet of Namibia) является назначаемым исполнительным органом, функционирующим в соответствии с главой 6 (статьи 35—42) Конституции Намибии. Он включает президента и премьер-министра Намибии, а также лиц, замещающих министерские должности, созданные президентом.
Все члены кабинета являются депутатами Национального собрания, что является предметом критики со стороны оппозиции как создающее совпадение между исполнительной и законодательной властью, подрывая разделение властей.

## Список премьер-министров Намибии
|           | Портрет       | Имя (годы жизни)                                                      | Полномочия      | Полномочия    | Партия                                  | Выборы        |
| Начало    | Портрет       | Имя (годы жизни)                                                      | Окончание       |               | Партия                                  | Выборы        |
| --------- | ------------- | --------------------------------------------------------------------- | --------------- | ------------- | --------------------------------------- | ------------- |
| 1 (I—III) |               | Хаге Готтфрид Гейнгоб (1941—2024) нем. и англ. Hage Gottfried Geingob | 21 марта 1990   | 21 марта 1995 | Организация народов Юго-Западной Африки | 1989          |
| 1 (I—III) | 21 марта 1995 | Хаге Готтфрид Гейнгоб (1941—2024) нем. и англ. Hage Gottfried Geingob | 21 марта 2000   | 1994          | Организация народов Юго-Западной Африки |               |
| 1 (I—III) | 21 марта 2000 | Хаге Готтфрид Гейнгоб (1941—2024) нем. и англ. Hage Gottfried Geingob | 28 августа 2002 | 1999          | Организация народов Юго-Западной Африки |               |
| 2         |               | Тео-Бен Гурираб (1939—2018)                                           | 28 августа 2002 | 1999          | Организация народов Юго-Западной Африки | 21 марта 2005 |
| 3 (I—II)  |               | Нахас Гидеон Ангула (1943—) англ. Nahas Gideon Angula                 | 21 марта 2005   | 21 марта 2010 | Организация народов Юго-Западной Африки | 2004          |
| 3 (I—II)  | 21 марта 2010 | Нахас Гидеон Ангула (1943—) англ. Nahas Gideon Angula                 | 4 декабря 2012  | 2009          | Организация народов Юго-Западной Африки |               |
| 1 (IV)    |               | Хаге Готтфрид Гейнгоб (1941—2024) нем. и англ. Hage Gottfried Geingob | 4 декабря 2012  | 2009          | Организация народов Юго-Западной Африки | 21 марта 2015 |
| 4 (I—II)  |               | Саара Куугонгельва-Амадхила (1968—) англ. Saara Kuugongelwa-Amadhila  | 21 марта 2015   | 21 марта 2020 | Организация народов Юго-Западной Африки | 2014          |
| 4 (I—II)  | 21 марта 2020 | Саара Куугонгельва-Амадхила (1968—) англ. Saara Kuugongelwa-Amadhila  | 21 марта 2025   | 2019          | Организация народов Юго-Западной Африки |               |
| 5         |               | Тжитунга Элиджа Нгураре (1970—) англ. Tjitunga Elijah Ngurare         | 21 марта 2025   | действующий   | Организация народов Юго-Западной Африки | 2024          |

## Переходные правительства Юго-Западной Африки
12 июня 1966 года Организация Объединённых Наций прекратила право опеки ЮАР над Подопечной территорией Объединённых Наций Юго-Западная Африка (англ. United Nations Trust Territory of Southwest Africa) и присвоила ей название «Намибия», а в 1972 году Генеральная Ассамблея ООН постановила, что «единственным законным представителем народа Намибии» является Организация народов Юго-Западной Африки (СВАПО).

### Правительство конституционной конференции Турнхалле (1980—1983)
ЮАР не признала решений ООН о прекращении опеки над Юго-Западной Африкой, продолжив осуществлять прямой административный контроль над этой территорией, но инициировала в период 1975—1977 годов в Виндхуке «конституционную конференцию Турнхалле» (названную по историческому зданию «гимнастического зала» — Turnhalle — в котором она проходила), призванную разработать конституцию самоуправляемой Юго-Западной Африки под контролем ЮАР. Отвергающие апартеид СВАПО и другие политические группы участия в конференции не принимали, в связи с чем результаты её работы были проигнорированы ООН; состоявшиеся в 1978 году как результат конференции первые многорасовые выборы также были объявлены ООН недействительными.
Победу на выборах одержал Демократический альянс Турнхалле, сформированный из широкого круга участников прошедшей конференции. 1 июля 1980 года начавшее работу Национальное собрание Юго-Западной Африки объявило о создании Совета министров во главе с африканерским националистом Дирком Маджем (глава Совета министров  — англ. Chairman of the Council of Ministers). Поскольку его правительство так и не смогло получить международного признания, 18 января 1983 года ЮАР прекратило его работу и вновь передало управление территорией своим правительственным чиновникам (генеральному администратору по Юго-Западной Африке и главному исполнительному директору).
|       | Портрет | Имя                                                       | Начало полномочий | Окончание полномочий | Партия                           | Выборы |
| ----- | ------- | --------------------------------------------------------- | ----------------- | -------------------- | -------------------------------- | ------ |
| 1 (I) |         | Дирк Фредерик Мадж (1928—2020) африк. Dirk Frederik Mudge | 1 июля 1980       | 18 января 1983       | Демократический альянс Турнхалле | 1978   |

### Переходное правительство национального единства (1985—1989)
В сентябре 1983 года в Юго-Западной Африке была созвана постоянная Многопартийная конференция из представителей 19 партий (исключая СВАПО). В 1984 году Многопартийная конференция приняла Виндхукскую декларацию об основных принципах и Билль об основных правах и целях, в соответствии с которыми в 1985 году правительство ЮАР вернулось к созданию в Юго-Западной Африке территориального правительства, получившего название «Переходное правительство национального единства» (англ. Transitional Government of National Unity).
17 июня 1985 года южноафриканский генеральный администратор утвердил его первый состав, объединявший и законодательные, и исполнительные функции (все его законы и решения требовали предварительного одобрения генеральным администратором). Структурно переходное правительство состояло из 62-местного Национального собрания и образованного из его депутатов Совета министров в составе 8 членов. Персонально оно представляло шесть политических сил: 22 представителя Демократического альянса Турнхалле и по 8 — пяти меньших партий (Лейбористской партии Юго-Западной Африки, Национального союза Юго-Западной Африки, Национальной партии Юго-Западной Африки, Демократов СВАПО и Свободной демократической партии Рехобота).
Главы Переходного правительства национального единства (англ. Chairmen of the Transitional Government of National Unity) постоянно ротировались (как правило, каждые три месяца).
1 марта 1989 года деятельность переходного правительства была прекращена в соответствии с Резолюцией № 435 Совета Безопасности ООН, по которой оно уступило место правительству, созданному 21 марта 1990 года по итогам парламентских выборов, прошедших под контролем ООН в ноябре 1989 года, на которых победила Организация народов Юго-Западной Африки (СВАПО).
|         | Портрет | Имя                                                                                    | Начало полномочий | Окончание полномочий | Партия                                    |
| ------- | ------- | -------------------------------------------------------------------------------------- | ----------------- | -------------------- | ----------------------------------------- |
| 2 (I)   |         | Давид Безуденхоут (1935—1998) африк. Dawid Bezuidenhout                                | 17 июня 1985      | 16 сентября 1985     | Лейбористская партия Юго-Западной Африки  |
| 3       |         | Иоганнес Герард Адольф Диергаардт (1927—1998) африк. Johannes Gerard Adolph Diergaardt | 17 сентября 1985  | 16 декабря 1985      | Свободная демократическая партия Рехобота |
| 4 (I)   |         | Мозес Катьикуру Катьиуонгуа (1942—2011) африк. Moses Katjikuru Katjiuongua             | 17 декабря 1985   | 16 марта 1986        | Национальный союз Юго-Западной Африки     |
| 5       |         | Фануэл Яриретунду Козонгуизи (1932—1995) африк. Fanuel Jariretundu Kozonguizi          | 17 марта 1986     | 16 июня 1986         | Демократический альянс Турнхалле          |
| 6 (I)   |         | Андрев Матьила (1932—) африк. Andrew Matjila                                           | 17 июня 1986      | 16 сентября 1986     | Демократический альянс Турнхалле          |
| 1 (II)  |         | Дирк Фредерик Мадж (1928—2020) африк. Dirk Frederik Mudge                              | 17 сентября 1986  | 16 декабря 1986      | Демократический альянс Турнхалле          |
| 7       |         | Эбинизер ван Зейл (1931—2009) африк. Ebenezer van Zijl                                 | 17 декабря 1986   | 31 января 1987       | Национальная партия Юго-Западной Африки   |
| 8 (I)   |         | Андреас Зак Шипанга (1931—2012) африк. Andreas Zack Shipanga                           | 1 февраля 1987    | 30 апреля 1987       | Демократы СВАПО                           |
| 2 (II)  |         | Давид Безуденхоут (1935—1998) африк. Dawid Bezuidenhout                                | 1 мая 1987        | 31 января 1987       | Лейбористская партия Юго-Западной Африки  |
| 9       |         | Йоганнес Мартинус де Вет (1927—2011) африк. Johannes Marthinus (Jan) de Wet            | 1 августа 1987    | 17 января 1988       | Национальная партия Юго-Западной Африки   |
| 4 (II)  |         | Мозес Катьикуру Катьиуонгуа (1942—2011) африк. Moses Katjikuru Katjiuongua             | 18 января 1988    | 17 апреля 1988       | Национальный союз Юго-Западной Африки     |
| 6 (II)  |         | Андрев Матьила (1932—) африк. Andrew Matjila                                           | 18 апреля 1988    | 17 июля 1988         | Демократический альянс Турнхалле          |
| 1 (III) |         | Дирк Фредерик Мадж (1928—2020) африк. Dirk Frederik Mudge                              | 18 июля 1988      | 17 октября 1988      | Демократический альянс Турнхалле          |
| 8 (II)  |         | Андреас Зак Шипанга (1931—2012) африк. Andreas Zack Shipanga                           | 18 октября 1988   | декабрь 1988         | Демократы СВАПО                           |
| 6 (III) |         | Андрев Матьила (1932—) африк. Andrew Matjila                                           | декабрь 1988      | январь 1989          | Демократический альянс Турнхалле          |
| 10      |         | Харри Даниэль Бозен (1943—) африк. Harry Daniel Booysen                                | январь 1989       | 28 февраля 1989      | Лейбористская партия Юго-Западной Африки  |